# Stafáž

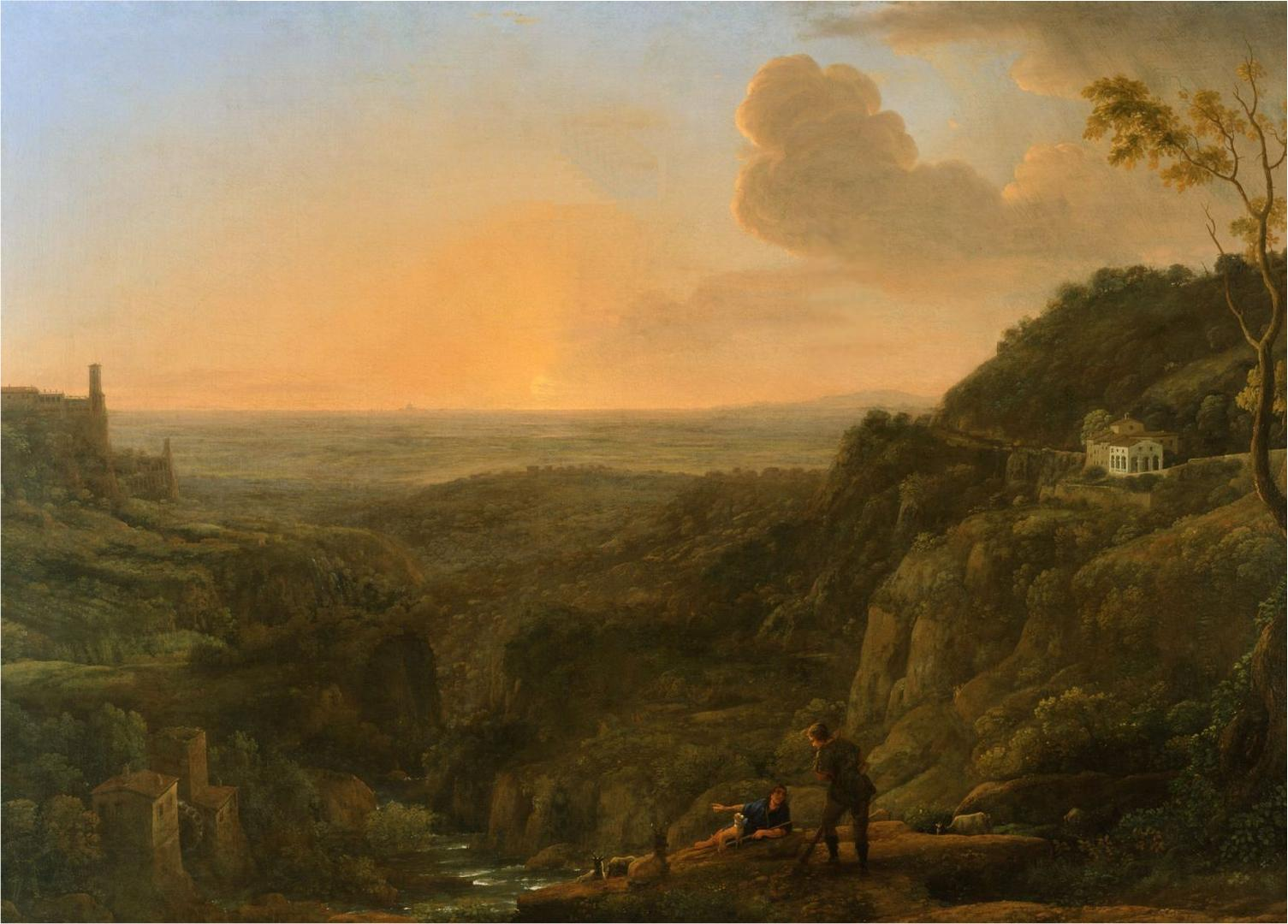
Claude Lorrain: Večerní římská Campagna od Tivoli (1644-5); pastýři a zvířata v popředí slouží jako stafáž.

Stafáž (z německého Staffage, vzniklého ze slovesa staffieren, vybavit, a francouzské přípony -age) jsou zejména ve výtvarném umění postavy a objekty, které doplňují a oživují dílo, případně mu dodávají kontext a měřítko, ale nejsou jeho hlavním tématem či středem pozornosti. Stafáž se často objevovala na krajinomalbách barokních malířů, jako byli Claude Lorrain a Nicolas Poussin. Používá se však i v architektonických návrzích, například jako postavy, dřeviny a automobily, které divákovi umožňují si zřetelněji představit využití budovy.